# 19139 Apian
Apian (asteróide 19139) é um asteróide da cintura principal, a 2,3897726 UA. Possui uma excentricidade de 0,0755605 e um período orbital de 1 518,13 dias (4,16 anos).
Apian tem uma velocidade orbital média de 18,5248073 km/s e uma inclinação de 8,02951º.
Este asteróide foi descoberto em 6 de Abril de 1989 por Freimut Börngen.